# Mimudea ablactalis
Mimudea ablactalis là một loài bướm đêm trong họ Crambidae.